# (16514) Stevelia
(16514) Stevelia (1990 VZ6) – planetoida z pasa głównego asteroid okrążająca Słońce w ciągu 5,52 lat w średniej odległości 3,12 j.a. Odkryta 11 listopada 1990 roku.